# Ākhmen
Ākhmen (persiska: آخمِن) är en ort i Iran.   Den ligger i provinsen Mazandaran, i den norra delen av landet, 130 km nordost om huvudstaden Teheran. Ākhmen ligger 193 meter över havet och antalet invånare är 229.
Terrängen runt Ākhmen är kuperad söderut, men norrut är den platt. Terrängen runt Ākhmen sluttar norrut.Runt Ākhmen är det ganska tätbefolkat, med 192 invånare per kvadratkilometer. Närmaste större samhälle är Bālā Marznāk, 3,0 km norr om Ākhmen. I omgivningarna runt Ākhmen växer huvudsakligen savannskog.